# D.P.
D.P. (Hangul: D.P 개의 날; RR: D.P Gaeui Nal, lit. D.P. Dog Day), también conocido como D. P.: El cazadesertores en España e Hispanoamérica, es una serie de televisión surcoreana transmitida el 27 de agosto de 2021 a través de Netflix.
La serie está basada en el exitoso webtoon "D.P.: Gaeui Nal" del autor Kim Bo-tong, el cual fue publicado en el 2015.

## Sinopsis
La serie cuenta la historia de Ahn Joon-ho, un callado y tranquilo pero inflexible soldado.
Cuando el perspicaz sargento Park Bum-goo se da cuenta de la tenacidad y capacidad de observación de Joon-ho decide transferirlo al equipo "D.P. (Deserter Pursuit)", el cual tiene la tarea de encontrar y atrapar a desertores militares. Junto a Bum-goo y el cabo Han Ho-yul, Joon-ho trabaja duro para cumplir con sus misiones. Mientras tanto, el primer teniente Im Ji-sup, sólo se preocupa por su éxito en el ejército y no le importa el equipo.
A pesar de los constantes regaños de Bum-goo, el sargento cuida bien de su gente. Y en el proceso, el grupo se convierte en testigo de las luchas emocionales de los jóvenes desertores que rastrean.

## Reparto

### Personajes principales[5]
| Actor         | Personaje         | N.º de episodios | Notas |
| ------------- | ----------------- | ---------------- | --- |
| Jung Hae-in   | Ahn Joon-ho       | 6                | Es un oficial en el servicio militar obligatorio que de repente se convierte en parte del grupo de arresto militar "D.P. (Deserter Pursuit)" para perseguir a los desertores que han abandonado su deber militar.                          |
| Koo Kyo-hwan  | Han Ho-yul        | 5                | Es el líder del equipo "D.P. (Deserter Pursuit)" Aunque parece ser un playboy sin ambición ni impulso, en realidad es un soldado confiable que ayuda a Ahn Joon-ho a adaptarse a la vida en el escuadrón, aunque a veces se irrita con él. |
| Kim Sung-kyun | Sgt. Park Bum-goo | 6                | Es un veterano sargento y el oficial a cargo del equipo "D.P. (Deserter Pursuit)". Bum-goo sufre de mucho estrés y fatíga crónica, y aunque a menudo insulta y regaña a Ahn Joon-ho, en realidad se ocupa y preocupa por su escuadrón.     |
| Son Seok-koo  | Im Ji-sup         | -                | Es un oficial ejecutivo de la policía militar que se graduó de la Academia Militar de Corea. A Ji-sup sólo le importan los buenos resultados y considera al escuadrón "D.P. (Deserter Pursuit)" una molestia.                              |

### Personajes secundarios
| Actor          | Personaje       | N.º de episodios | Notas          |
| -------------- | --------------- | ---------------- | -------------- |
| Hong Kyung     | Ryu Yi-kang     | -                | Un soldado     |
| Jo Hyun-chul   | Cho Seok-bong   | -                |                |
| Shin Seung-ho  | Hwang Jang-soo  | -                |                |
| Hyun Bong-shik | Cheon Yong-deok | -                |                |
| Park Se-joon   | Heo Ki-young    | -                |                |
| Kim Bum-soo    | Kim Il-seok     | -                | Es un cabo.    |
| Joo Jong-hyuk  | Lee Hyo-sang    | -                | Es un soldado. |

### Otros personajes
| Actor          | Personaje    | Episodio(s) donde apareció | Notas                            |
| -------------- | ------------ | -------------------------- | -------------------------------- |
| Song Duk-ho    | -            | 1                          | Es el recluta n.º 271            |
| Lee Jang-won   | -            | 1                          | Es el dueño de la pizzería.      |
| Lee Jae-hak    | -            | 2                          | Es un soldado en el hospital.    |
| Kyung Ki-hyun  | -            | 2                          | Es un paciente en la ducha.      |
| Won Ji-an      | Mun Yeong-ok | 3                          | Es la novia de Jung Hyun-min.    |
| Yoon Tae-soo   | -            | 3                          | Es el gerente de bar de karaoke. |
| Lee Yeon       | Ahn Soo-jin  | -                          | Es la hermana de Ahn Joon-ho.    |
| Kwak Min-gyoo  | -            | 4                          |                                  |
| Yoon Jung-hoon | -            | 4                          | Es un soldado.                   |
| Lee Hae-woon   | -            | 4                          | Es un bibliotecario.             |
| Choi Jun-young | Heo Chi-do   | 4                          | Es un desertor.                  |
| Moon Sang-hoo  | "Luffy"      | 5-6                        |                                  |
| Na Chul        | -            | 6                          | Es un detective.                 |
| Bae Je-ki      | -            | -                          | Es un detective.                 |
| Park Hyung-jun | -            | -                          | Es un soldado.                   |

### Apariciones especiales
| Actor          | Personaje     | Episodio(s) donde apareció | Notas                          |
| -------------- | ------------- | -------------------------- | ------------------------------ |
| Go Kyung-pyo   | -             | 1                          | Es un cabo.                    |
| Park Jung-woo  | Shin Woo-suk  | 1-2                        | Es un desertor.                |
| Lee Seol       | -             | 1, 6                       | Es la hermana de Shin Woo-suk. |
| Lee Joong-ok   | -             | 2                          | Es el cajero del sauna.        |
| Kim Dong-young | Choi Jun-mok  | 2, 4                       | Es un desertor.                |
| Oh Min-ae      | -             | 2, 4                       | Es la madre de Choi Jun-mok.   |
| Jun            | Jung Hyun-min | 3                          | Es un desertor.                |
| Bae Yoo-ram    | Kim Gyu       | 3, 5                       | [ 14 ]                         |
| Kwon Hae-hyo   | -             | 4                          | Es el padre de Ahn Joon-ho.    |
| Park Mi-hyun   | -             | -                          | Es la madre de Ahn Joon-ho.    |
| Lee Joong-ok   |               |                            | Es el propietario de sauna     |

## Episodios
La serie está conformada por 6 episodios (KST), los cuales fueron emitidos todos los viernes a través de Netflix.

### Producción
La serie está basada en el popular webtoon "D.P.: Gaeui Nal" del escritor Kim Bo-Tong, publicado el 18 de febrero del 2015 a través de lezhin.
También es conocida como "D.P. Dog Day", "Deserter Pursuit Dog Day" y/o "Day of the Dog".
Es dirigida por Han Jun-hee (한준희), quien contó con el apoyo de los guionistas Han Jun-hee (한준희) y Kim Bo-tong (김보통). Por otro lado, la producción estuvo a cargo de Kim Dong-min, quien tuvo el apoyo de los productores ejecutivos Byun Seung-min y Han Jun-hee.
En diciembre de 2021 se confirmó que estaban en pláticas para una segunda temporada.

### Distribución internacional
La serie es emitida a través de Netflix en 190 países.

## Premios y nominaciones
| Año  | Premio                     | Categoría                   | Nominación    | Resultado | Ref.          |
| ---- | -------------------------- | --------------------------- | ------------- | --------- | ------------- |
| 2022 | 58th Baeksang Arts Awards  | Mejor drama                 | D.P.          | Ganador   | [ 24 ] [ 25 ] |
| 2022 | 58th Baeksang Arts Awards  | Mejor director (TV)         | Han Jun-hee   | Nominado  | [ 24 ] [ 25 ] |
| 2022 | 58th Baeksang Arts Awards  | Mejor actor (TV)            | Jung Hae-in   | Nominado  | [ 24 ] [ 25 ] |
| 2022 | 58th Baeksang Arts Awards  | Mejor actor de reparto (TV) | Cho Hyun-chul | Ganador   | [ 24 ] [ 25 ] |
| 2022 | 58th Baeksang Arts Awards  | Mejor actor revelación (TV) | Koo Kyo-hwan  | Ganador   | [ 24 ] [ 25 ] |
| 2022 | 58th Baeksang Arts Awards  | Mejor actor revelación (TV) | Shin Seung-ho | Nominado  | [ 24 ] [ 25 ] |
| 2022 | 20th Director's Cut Awards | Mejor actor del año         | Jung Hae In   | Nominado  | [ 26 ]        |
| 2022 | 20th Director's Cut Awards | Mejor actor del año         | Koo Kyo-hwan  | Ganador   | [ 26 ]        |
| 2022 | 20th Director's Cut Awards | Mejor director              | Han Jun-hee   | Nominado  | [ 26 ]        |
| 2022 | 20th Director's Cut Awards | Actor revelación del año    | Cho Hyun-chul | Ganador   | [ 26 ]        |
| 2022 | 20th Director's Cut Awards | Actriz revelación del año   | Won Ji-an     | Nominada  | [ 26 ]        |
| 2022 | 20th Director's Cut Awards | Guion del año               | D.P           | Nominado  | [ 26 ]        |
| 2022 | Blue Dragon Series Awards  | Mejor drama                 | D.P           | Ganador   | [ 27 ]        |
| 2022 | Blue Dragon Series Awards  | Mejor actor                 | Jung Hae-in   | Nominado  | [ 27 ]        |
| 2022 | Blue Dragon Series Awards  | Mejor actor de reparto      | Son Su-kku    | Nominado  | [ 27 ]        |
| 2022 | Blue Dragon Series Awards  | Mejor actor revelación      | Koo Kyo-hwan  | Ganador   | [ 27 ]        |
| 2022 | Blue Dragon Series Awards  | TIRTIR Popularity Award     | Jung Hae-in   | Ganador   | [ 27 ]        |